# Cappella di Santa Monica (Roma)
La cappella di Santa Monica è una chiesa di Roma, nel rione Borgo, in piazza del Sant'Uffizio.

## Descrizione
È dedicata alla santa di Cartagine, madre di sant'Agostino. Essa fu costruita da Giuseppe Momo nel 1941, ed è la cappella del Collegio Internazionale degli Agostiniani, presso la loro curia generalizia.
Dirimpetto a questa cappella vi è l'antica chiesa di San Pietro in Borgo.
Dal 30 settembre 2023 sulla chiesa insiste la diaconia omonima, istituita da Papa Francesco. Il primo titolare ne è stato Robert Francis Prevost, poi eletto papa con il nome di Leone XIV, il quale nella cappella era stato ordinato sacerdote il 19 giugno 1982.